# 高山小红门兰
高山小红门兰（学名：Ponerorchis takasagomontana）也称高山兰、高山红兰、清水山兰、清水红门兰、高山红门兰，为兰科小红门兰属下的一个种。